# Poutine. Corruption
 (janvier 2017).
 (janvier 2017).
Si vous disposez d'ouvrages ou d'articles de référence ou si vous connaissez des sites web de qualité traitant du thème abordé ici, merci de compléter l'article en donnant les références utiles à sa vérifiabilité et en les liant à la section « Notes et références ».

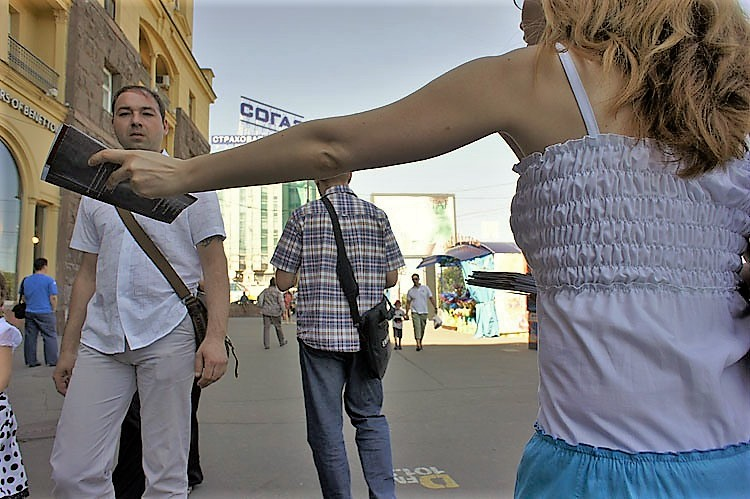
La distribution du rapport Poutine. Corruption.

Poutine. Corruption (en russe : Путин. Коррупция) est un rapport sur la corruption dans l'entourage de Vladimir Poutine publié par le Parti de la liberté populaire (en) (Партия народной свободы) en Russie. Le rapport a été présenté lors d'une conférence de presse le 28 mars 2011.
Le rapport a été écrit par les coprésidents du parti Vladimir Milov, Boris Nemtsov et Vladimir Ryjkov, ainsi que la porte-parole du mouvement Solidarnost Olga Chorina.

## Présentation
Le rapport décrit l’enrichissement de Vladimir Poutine et ses amis, évoquant également les 26 palais et les cinq yachts utilisés par Poutine et Dmitri Medvedev.

### Contenu
- Présentation
- L'enrichissement des membres de la coopérative Ozero (en)
- Poutine et ses amis milliardaires
- Deux esclaves sur une galère dorée

- Des yachts
- Des villas et des palais
- Des montres
- Des maisons et des voitures
- Conclusion[1]

## Publication
La publication du rapport a été réalisée grâce à un appel de fonds auprès du public. À cette fin, un compte fut ouvert dans le système de transfert d’argent opéré par Yandex. Le compte est supervisé par un conseil incluant le rédacteur en chef de Novaïa Gazeta, Dmitri Mouratov, le journaliste Oleg Kachine, l’économiste Irina Yasina et l'écrivain Oleg Kozyrev.[source insuffisante] Au cours du premier mois 1 838 209 roubles furent recueillis.[réf. nécessaire]
Le 13 avril, un appel d’offres a été lancé pour le choix de l’imprimerie et il fut remporté par la maison d’édition qui offrait le meilleur prix unitaire par exemplaire imprimé, soit 4,05 roubles.[réf. nécessaire] Ainsi, en tenant compte de la commission de 3 % de Yandex, il sera possible d’imprimer 440 000 exemplaires.
Le compte reste ouvert et la collecte de fonds se poursuit. Le numéro de compte est mentionné sur les couvertures des brochures.[source insuffisante]
Le rapport est disponible sur le site web officiel du groupe d’opposants et on peut y trouver des informations sur la collecte de fonds, des nouvelles et des vidéos.
La couverture est gris-brun car selon Vladimir Ryjkov, cette couleur « symbolise la substance, qui inonde notre pays, et la rouille, qui a couvert notre État ».

## Distribution
Initialement, une impression limitée de 11 000 exemplaires fut publiée avec les fonds des coprésidents. Sa distribution commença après la présentation du 28 mars 2011 et fut rapidement épuisée.[réf. nécessaire]
En juin, le premier lot du tirage publié grâce aux dons du public était prêt. La distribution fut lancée le 11 juin 2011 à Vladimir et le lendemain à Moscou. Boris Nemtsov participa à ces deux événements,.[source insuffisante]
Les 16 et 17 juin, la police arrêta six militants de l’opposition qui voulaient distribuer le rapport aux participants du Forum économique international de Saint-Pétersbourg. Selon la police, les activistes ont tenu un rassemblement non autorisé,,. Un autre militant fut arrêté le 23 juin à Moscou.

## Rapports précédents
Boris Nemtsov et Vladimir Milov avaient auparavant publié les rapports suivants :
- Poutine. Les résultats. 10 ans - juin 2010. Il s'agit d'une édition révisée du rapport de Poutine. Le résultat, sorti en 2008.
- Loujkov. Les résultats - septembre 2009 (première édition).
- Sotchi et les jeux olympiques - avril 2009.
- Poutine et la crise - février 2009.
- Poutine et Gazprom - septembre 2008.
- Poutine. Les résultats - février 2008.